# 흐룽그니르

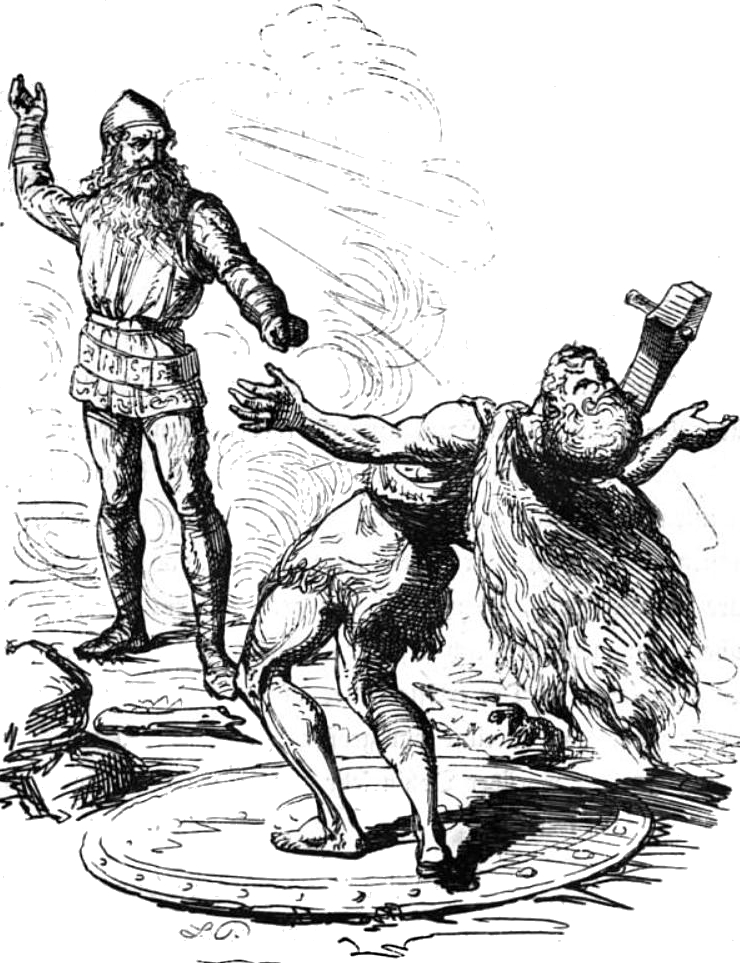
흐룽그니르를 죽이는 토르.

흐룽그니르(고대 노르드어: Hrungnir→싸움꾼)는 노르드 신화에 나오는 요툰으로, 토르에게 묠니르로 살해당했다. 토르가 흐룽그니르를 잡은 경위는 스노리 스투를루손의 《신 에다》 중 〈시어법〉에 기록되어 있다.
흐룽그니르의 머리, 심장, 방패는 돌로 되어 있었다. 그의 심장은 특이하게도 삼각형으로 생겼는데, 때문에 발크누트와 트리퀘트라를 "흐룽그니르의 심장"이라고 부르기도 했다.
오딘은 자신의 말 슬레이프니르가 흐룽그니르의 말 굴팍시보다 빠르다는 데 자기 머리를 걸었다. 그래서 둘이 경주를 했는데, 결국 슬레이프니르가 이기긴 했지만 흐룽그니르가 발홀까지 따라오고 말았다. 흐룽그니르는 술을 퍼먹고 행패를 부렸고, 신들은 질색하여 토르를 불렀다.
토르와 그의 하인 샬피가 흐룽그니르에게 도전장을 내밀었다. 흐룽그니르는 토르에게 숫돌을 집어던졌고, 토르는 묠니르를 집어던졌다. 묠니르에 부딪힌 숫돌은 산산히 박살나 땅에 흩뿌려졌는데, 파편 중 하나가 토르의 이마에 깊게 박혔다. 숫돌을 박살낸 묠니르는 계속 날아가서 흐룽그니르의 두개골을 아작내 죽였다. 그런데 흐룽그니르의 시체가 쓰러지면서 토르를 덮쳤고, 토르는 흐룽그니르의 다리에 깔리고 말았다.
샬피와 다른 에시르들이 힘을 합쳐도 다리를 치우지 못하고 있는데, 토르가 여자 거인 야른삭사와의 사이에서 낳은 젖먹이 아들 마그니가 아장아장 걸어와서 손쉽게 다리를 치워버렸다. 아스가르드로 돌아간 신들은 그로아를 불러서 토르의 이마에서 흐룽그니르의 숫돌을 빼달라고 했다. 그로아의 마법 처치가 효과가 나타나기 시작해서 서서히 숫돌이 빠져나오기 시작했다. 관대한 토르는 그로아에게 자신이 그녀의 남편 아우르반딜이 삼도천 엘리바가르를 건너는 것을 도와주었으며, 곧 부부가 재결합할 수 있을 것이라고 말해 주었다. 이 말을 들은 그로아는 흥분한 나머지 다음 주문을 잊어버리고 말았고, 숫돌은 계속 토르의 이마에 박힌채 남아 버렸다.

## 같이 보기
- 콘코바르 막 네사

## 참고 자료
- Orchard, Andy (1997). Dictionary of Norse Myth and Legend. Cassell. ISBN 0-304-34520-2